# Omar (Sulu)
Omar é um município de  - na província Sulu, nas Filipinas. De acordo com o censo de 1 de maio  de  2020 possui uma população de 28 070 pessoas e 4 877 domicílios.